# Vinny Del Negro
Vincent Joseph Del Negro, detto Vinny (Springfield, 9 agosto 1966), è un ex cestista, allenatore di pallacanestro e dirigente sportivo statunitense.

## Biografia
I suoi nonni erano originari di Atena Lucana, nel Salernitano; di questo piccolo paese del Vallo di Diano è cittadino onorario dal 1992, anno in cui il giocatore militava nella Benetton Treviso.

## Carriera

### Giocatore
Del Negro fu scelto, nel draft NBA 1988 come numero 29 dai Sacramento Kings. Con questa franchigia rimase per sole due stagioni.
Nel 1990 approdò in Italia alla Benetton Treviso e l'anno dopo, in coppia con il croato Toni Kukoč, formò una delle coppie di giocatori più forti mai viste in Italia e vinse da protagonista lo scudetto nel 1992 mantenendo una media di oltre 25 punti a partita.
Dopo lo scudetto tornò nella NBA. A partire dal 1992-93, per sei stagioni, fu nel roster dei San Antonio Spurs.
Nel 1999, durante la sospensione del campionato NBA per la serrata dei proprietari, Del Negro fece una nuova fugace apparizione nel campionato italiano, con la maglia della Fortitudo Bologna.
Successivamente, negli ultimi anni della carriera, fino al suo ritiro avvenuto nel 2002, militò per diverse squadre NBA: i Milwaukee Bucks, i Phoenix Suns e i Golden State Warriors.

### Dopo il ritiro
Nell'agosto 2007 è stato nominato assistant general manager dei Phoenix Suns.
Nel giugno 2008 è stato assunto come capo-allenatore dei Chicago Bulls. La scelta, malvista dai sostenitori dei "Tori" a causa della scarsa esperienza dell'ex playmaker, è stata presa dopo i rifiuti di Mike D'Antoni e Doug Collins.
Dal 2010 al 2013 ha allenato i Los Angeles Clippers.

## Statistiche

### College
| Anno      | Squadra       | PG  | PT | MP   | TC%  | 3P%  | TL%  | RP  | AP  | PRP | SP  | PP   |
| --------- | ------------- | --- | -- | ---- | ---- | ---- | ---- | --- | --- | --- | --- | ---- |
| 1984-1985 | NCSU Wolfpack | 19  | 0  | 6,6  | 57,1 | -    | 65,2 | 0,7 | 1,2 | 0,2 | 0,0 | 2,1  |
| 1985-1986 | NCSU Wolfpack | 17  | 0  | 8,2  | 36,7 | -    | 63,6 | 0,8 | 1,8 | 0,5 | 0,1 | 1,7  |
| 1986-1987 | NCSU Wolfpack | 35  | 21 | 26,2 | 49,4 | 50,0 | 88,7 | 3,3 | 2,9 | 0,6 | 0,1 | 10,4 |
| 1987-1988 | NCSU Wolfpack | 32  | 32 | 34,2 | 51,5 | 39,7 | 83,9 | 4,9 | 3,6 | 1,8 | 0,2 | 15,9 |
| Carriera  | Carriera      | 103 | 53 | 22,1 | 50,2 | 44,7 | 82,5 | 2,9 | 2,6 | 0,9 | 0,1 | 9,1  |

### NBA

#### Regular Season
| Anno      | Squadra           | PG  | PT  | MP   | TC%  | 3P%  | TL%  | RP  | AP  | PRP | SP  | PP   |
| --------- | ----------------- | --- | --- | ---- | ---- | ---- | ---- | --- | --- | --- | --- | ---- |
| 1988-1989 | Sacramento Kings  | 80  | 2   | 19,5 | 47,5 | 30,0 | 85,0 | 2,1 | 2,6 | 0,8 | 0,2 | 7,1  |
| 1989-1990 | Sacramento Kings  | 76  | 29  | 24,4 | 46,2 | 31,3 | 87,1 | 2,6 | 3,3 | 0,8 | 0,1 | 9,7  |
| 1992-1993 | San Antonio Spurs | 73  | 31  | 20,9 | 50,7 | 25,0 | 86,3 | 2,2 | 4,0 | 0,6 | 0,0 | 7,4  |
| 1993-1994 | San Antonio Spurs | 77  | 56  | 25,3 | 48,7 | 34,9 | 82,4 | 2,1 | 4,2 | 0,8 | 0,0 | 10,0 |
| 1994-1995 | San Antonio Spurs | 75  | 71  | 31,5 | 48,6 | 40,7 | 79,0 | 2,6 | 3,0 | 0,8 | 0,2 | 12,5 |
| 1995-1996 | San Antonio Spurs | 82  | 82  | 33,7 | 49,7 | 38,0 | 83,2 | 3,3 | 3,8 | 1,0 | 0,1 | 14,5 |
| 1996-1997 | San Antonio Spurs | 72  | 53  | 31,2 | 46,7 | 31,4 | 86,8 | 2,9 | 3,2 | 0,8 | 0,1 | 12,3 |
| 1997-1998 | San Antonio Spurs | 54  | 38  | 31,9 | 44,1 | 43,6 | 79,6 | 2,8 | 3,4 | 0,7 | 0,1 | 9,5  |
| 1998-1999 | Milwaukee Bucks   | 48  | 7   | 22,8 | 42,2 | 43,3 | 80,0 | 2,1 | 3,6 | 0,7 | 0,1 | 5,9  |
| 1999-2000 | Milwaukee Bucks   | 67  | 0   | 18,1 | 47,1 | 33,3 | 89,7 | 1,6 | 2,4 | 0,5 | 0,0 | 5,2  |
| 2000-2001 | G.S. Warriors     | 29  | 1   | 13,7 | 33,3 | 11,1 | 100  | 1,1 | 2,1 | 0,2 | 0,0 | 2,7  |
| 2000-2001 | Phoenix Suns      | 36  | 0   | 14,6 | 52,8 | 0,0  | 89,3 | 1,4 | 1,8 | 0,6 | 0,1 | 4,9  |
| 2001-2002 | Phoenix Suns      | 2   | 0   | 3,0  | 25,0 | -    | -    | 0,0 | 1,0 | 0,0 | 0,0 | 1,0  |
| Carriera  | Carriera          | 771 | 370 | 24,9 | 47,5 | 35,9 | 84,0 | 2,3 | 3,2 | 0,7 | 0,1 | 9,1  |

#### Playoffs
| Anno     | Squadra           | PG | PT | MP   | TC%  | 3P%  | TL%  | RP  | AP  | PRP | SP  | PP   |
| -------- | ----------------- | -- | -- | ---- | ---- | ---- | ---- | --- | --- | --- | --- | ---- |
| 1993     | San Antonio Spurs | 8  | 0  | 14,0 | 44,7 | 22,2 | 100  | 2,4 | 3,0 | 0,1 | 0,1 | 5,0  |
| 1994     | San Antonio Spurs | 4  | 4  | 23,3 | 44,4 | 50,0 | 60,0 | 1,8 | 4,5 | 0,3 | 0,0 | 7,3  |
| 1995     | San Antonio Spurs | 15 | 15 | 25,5 | 43,2 | 45,0 | 83,3 | 2,1 | 2,5 | 0,5 | 0,1 | 8,7  |
| 1996     | San Antonio Spurs | 10 | 10 | 37,9 | 46,0 | 59,3 | 68,4 | 2,6 | 2,9 | 1,3 | 0,3 | 14,3 |
| 1998     | San Antonio Spurs | 9  | 3  | 31,4 | 48,1 | 20,0 | 94,1 | 2,7 | 3,2 | 0,9 | 0,0 | 10,7 |
| 2000     | Milwaukee Bucks   | 5  | 0  | 18,6 | 43,3 | 0,0  | -    | 1,6 | 1,8 | 0,6 | 0,0 | 5,2  |
| 2001     | Phoenix Suns      | 3  | 0  | 8,7  | 57,1 | -    | -    | 0,7 | 1,7 | 0,0 | 0,0 | 2,7  |
| Carriera | Carriera          | 54 | 32 | 25,3 | 45,4 | 43,1 | 81,2 | 2,2 | 2,8 | 0,6 | 0,1 | 8,8  |

## Palmarès

### Giocatore
- Campionato italiano: 1

Pall. Treviso: 1991-92